# Бендтсен, Хеннинг
Хеннинг Бендтсен (дат. Henning Bendtsen, 6 марта 1925, Копенгаген — 8 февраля 2011, Дания) — датский кинооператор.

## Биография
Сын филолога-германиста. С детства мечтал стать кинооператором, учился фотографии. С 1946 работал как оператор, начинал с короткометражных и документальных лент. Снял более 60 фильмов. Прославился работой в картинах Карла Теодора Дрейера и Ларса фон Триера.

## Избранная фильмография
- 1955 — Слово (Карл Теодор Дрейер)
- 1959 — Пау (Астрид Хеннинг-Енсен, специальный приз премии Бодиль за операторское искусство)
- 1962 — Оскар (Габриэль Аксель)
- 1963 — Гудрун (Анкер Сёренсен)
- 1964 — Гертруда (К. Т. Дрейер)
- 1966 — Соседи (Бент Кристенсен)
- 1967 — Красная мантия (Габриэль Аксель)
- 1987 — Эпидемия (Ларс фон Триер)
- 1991 — Европа (Ларс фон Триер; вместе с Жаном-Полем Мёриссом и Эдвардом Клосинским, премия МКФ в Сиджесе за лучшую операторскую работу)